# Ilex versteeghii
Ilex versteeghii är en järneksväxtart som beskrevs av Merrill och Perry. Ilex versteeghii ingår i släktet järnekar, och familjen järneksväxter. Inga underarter finns listade i Catalogue of Life.